# Harpativasz
Harpativasz (Ḫarpatiwa[š]) az anatóliai Kanis város feltételezett uralkodója volt az i. e. 19. században. Hurmelisz tisztviselőjeként kezdte pályafutását, a kanisi feliratok megengedik annak feltevését, hogy Hurmelisz fia is lehetett, de ez nem bizonyos. Harpativasz neve általában Hurmelisz nevével együtt fordul elő a dokumentumokban, és ilyenkor a rabi simmiltim tisztviselői cím jelenik meg. Néhány dokumentumon azonban nincs Hurmelisz neve, illetve néhányban nem használja a rabi simmiltim címet, ezért Forlanini szerint ő volt a Hurmeliszt követő uralkodó.
A Kanis II kultúrréteg az i. e. 19. század végén pusztulást mutat, ami párhuzamba vonható az Anittasz felirataiban olvashatókkal, miszerint Uhnasz, Calpa uralkodója legyőzte Kanist.

## Lásd még
Hettita uralkodók listája